# Клітка

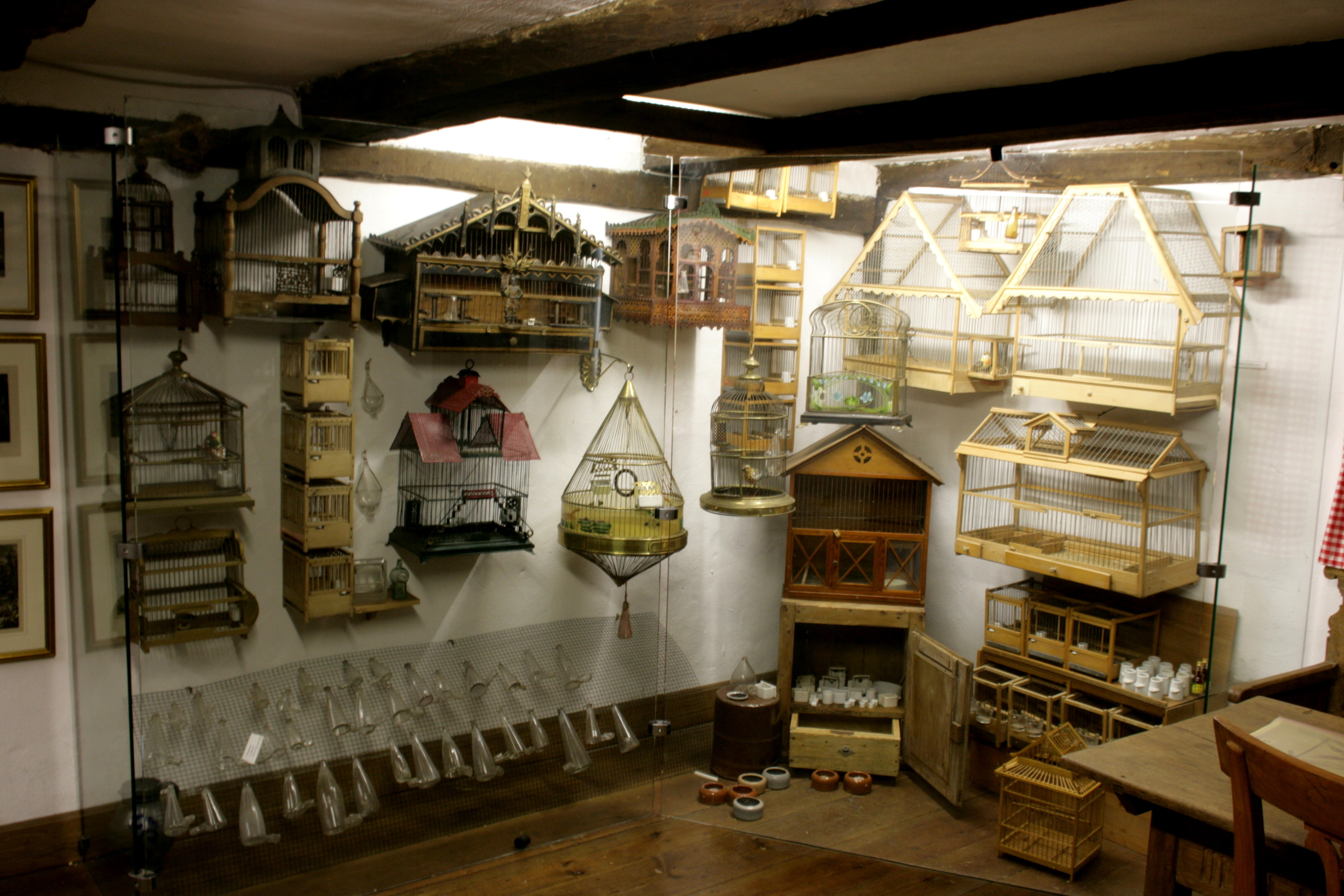

Клітка — це будова, призначена насамперед для утримання тварин у неволі. Зазвичай виготовлена з дротяної сітки чи решіток, клітка перешкоджає своєму утриманцю втекти і захищає тварину від небажаних вторгнень та хижаків. Також, вона дозволяє безпечно спостерігати за мешканцями. Існують різні види кліток, їх розмір і вигляд залежать від призначення та умов використання — починаючи від великого вольєра для відносно зручного перебування, і закінчуючи вузькою кліткою для забою тварин (наприклад свиней). 
Боковини клітки зазвичай мають не лише прямі поверхні, і можуть бути настільки зігнутими, що прибирають вигляд кулі, оскільки часто для їх виготовлення застосовуються гнучкі плетені вироби з різних матеріалів. У разі дуже гнучкого плетеного виробу з текстильними властивостями — це вже не клітка, а сітка.

## Клітки для тварин
Вольєр, це велика клітка для птахів або тварини значного розміру. Клітка-огорожа для кроликів — це клітка без дна, яку можна переміщати по землі. Пастка — це клітка, призначена для ловлі диких тварин. Термін «клітка» також інколи використовується як синонім слова «батарея».

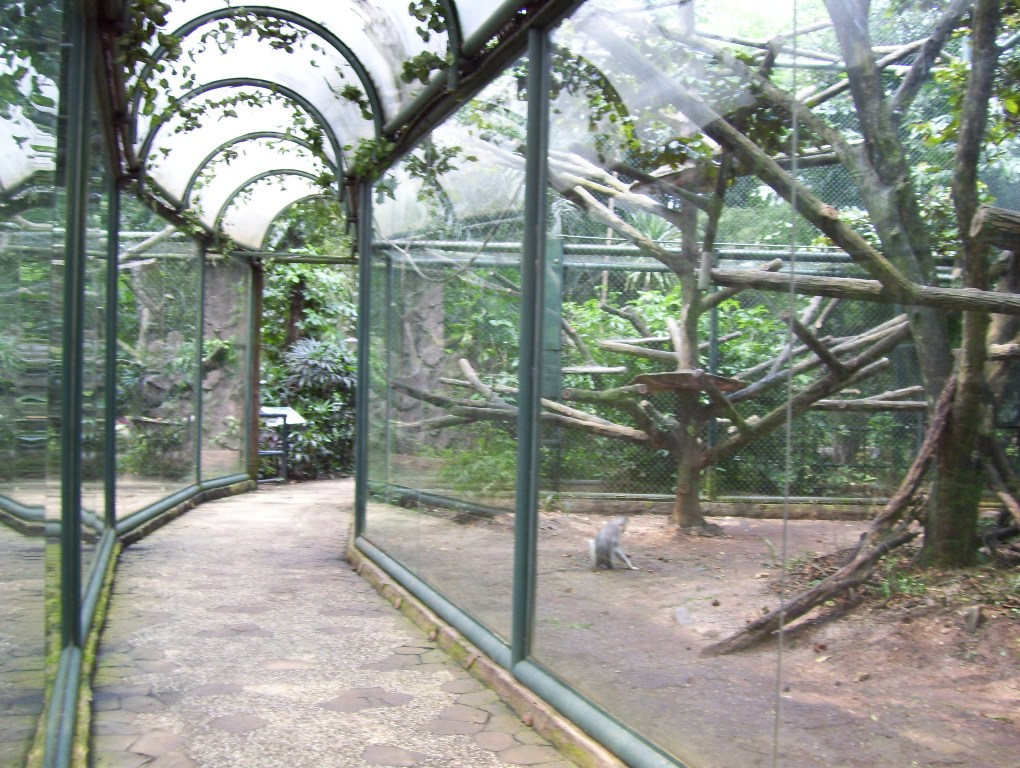
Клітка зоопарку
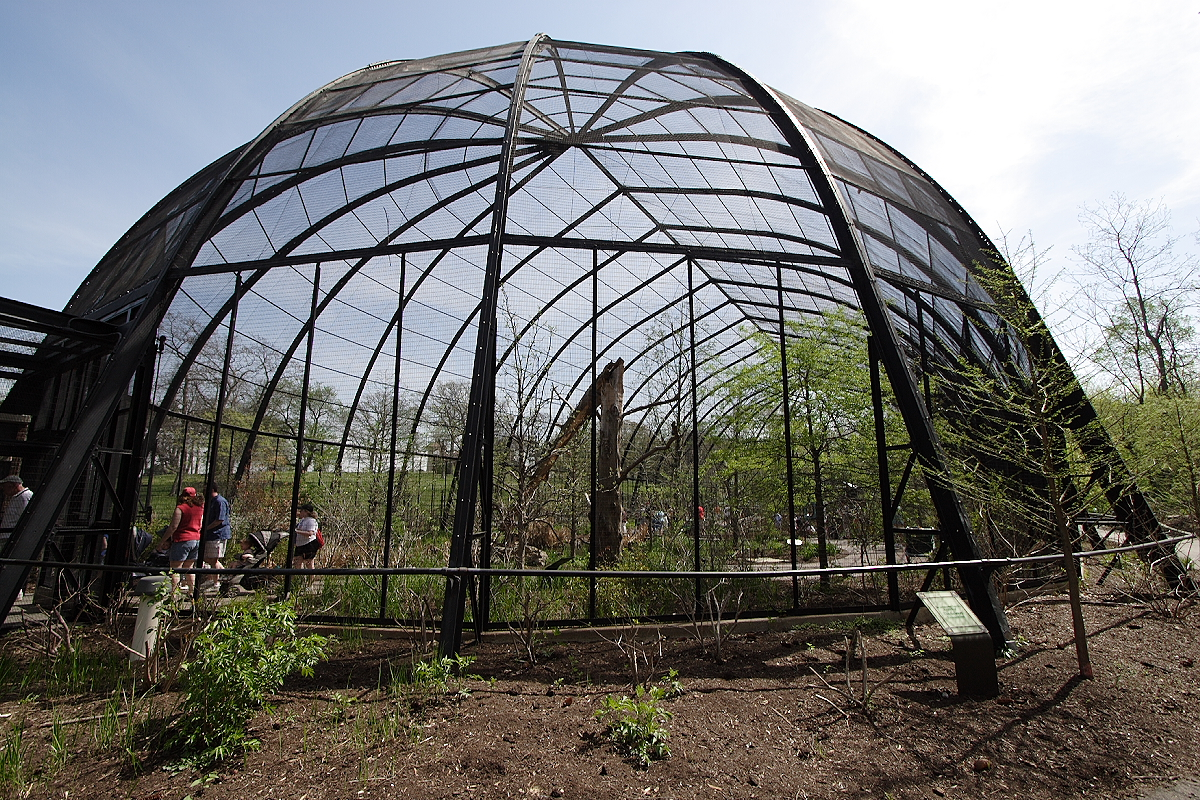
Великий вольєр
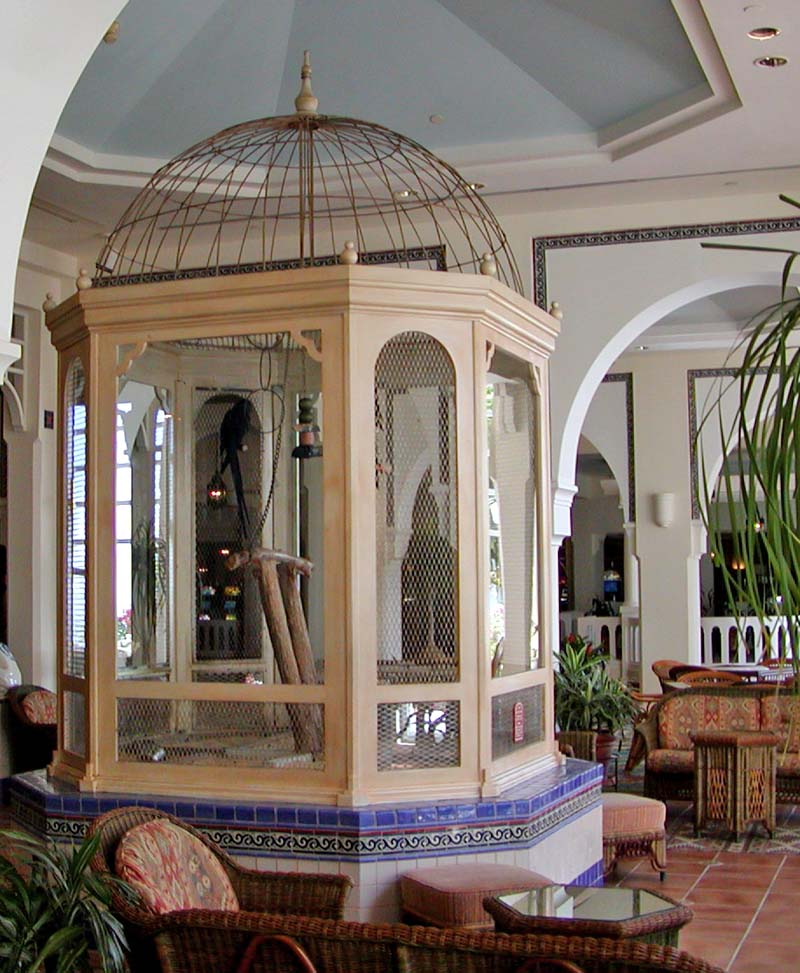
Декоративний вольєр
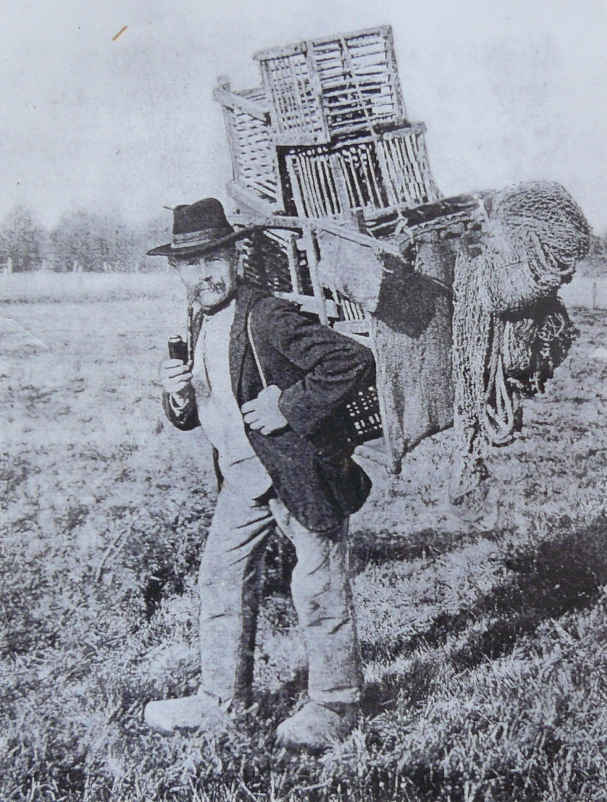
Клітка для пташенят (кінець 19 століття)
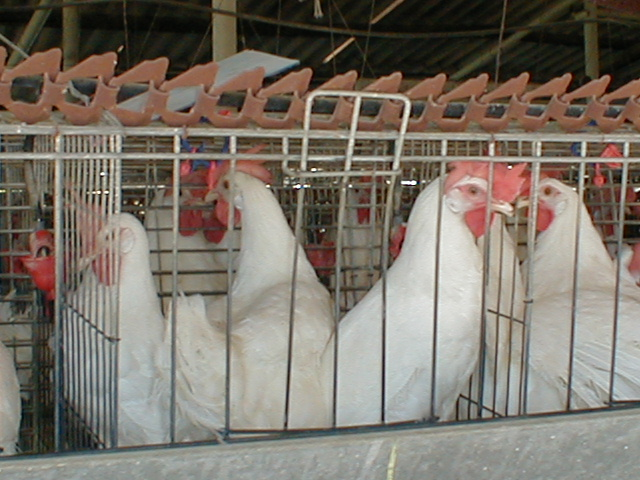
Кліткова батарея
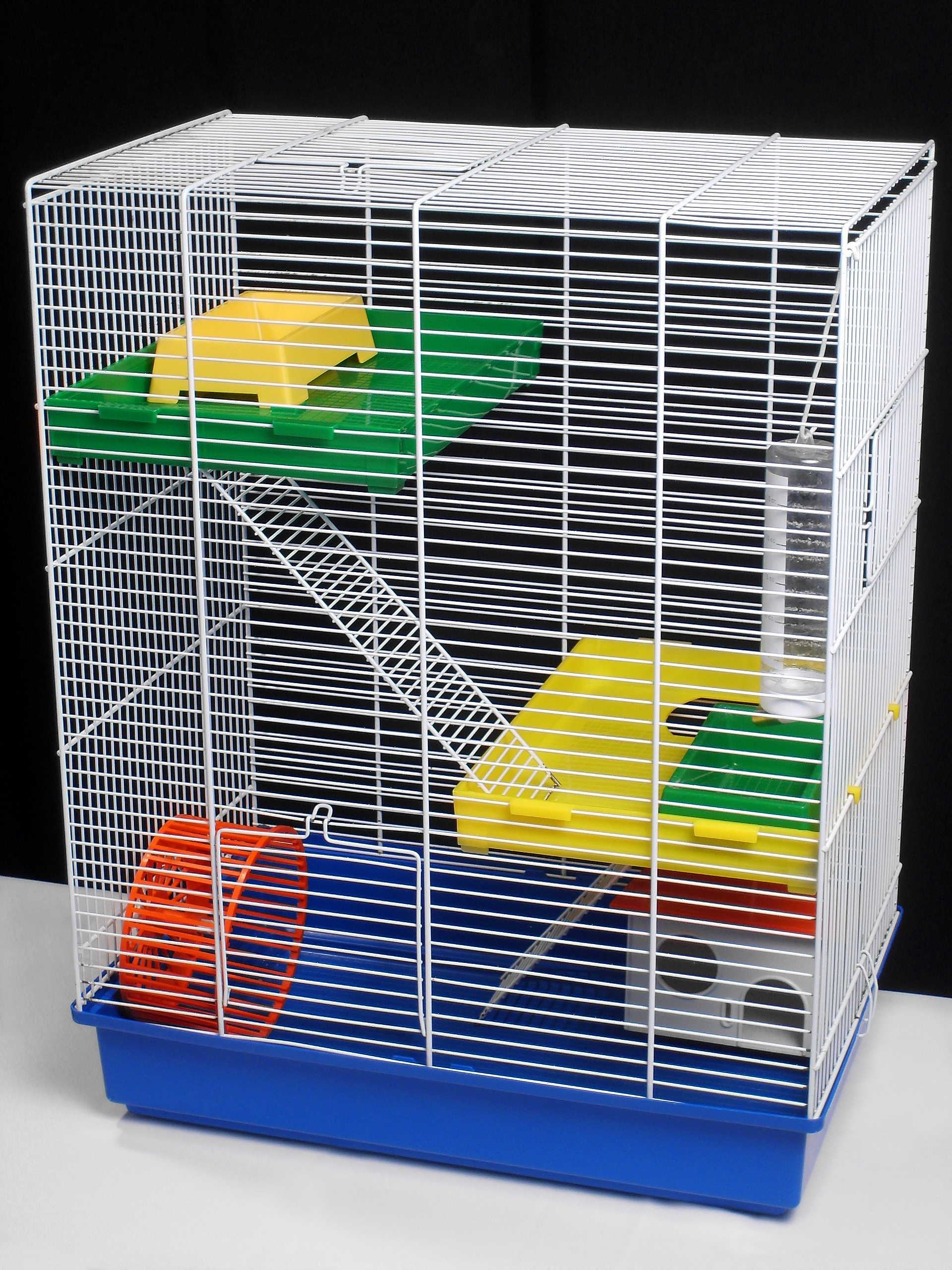
Клітка для хом'яків та мишей
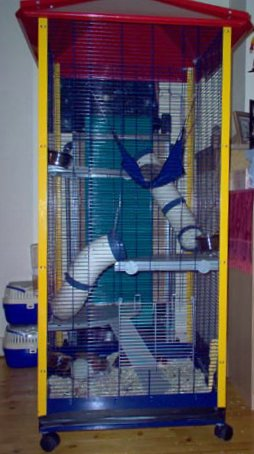
Вольєр для домашніх щурів
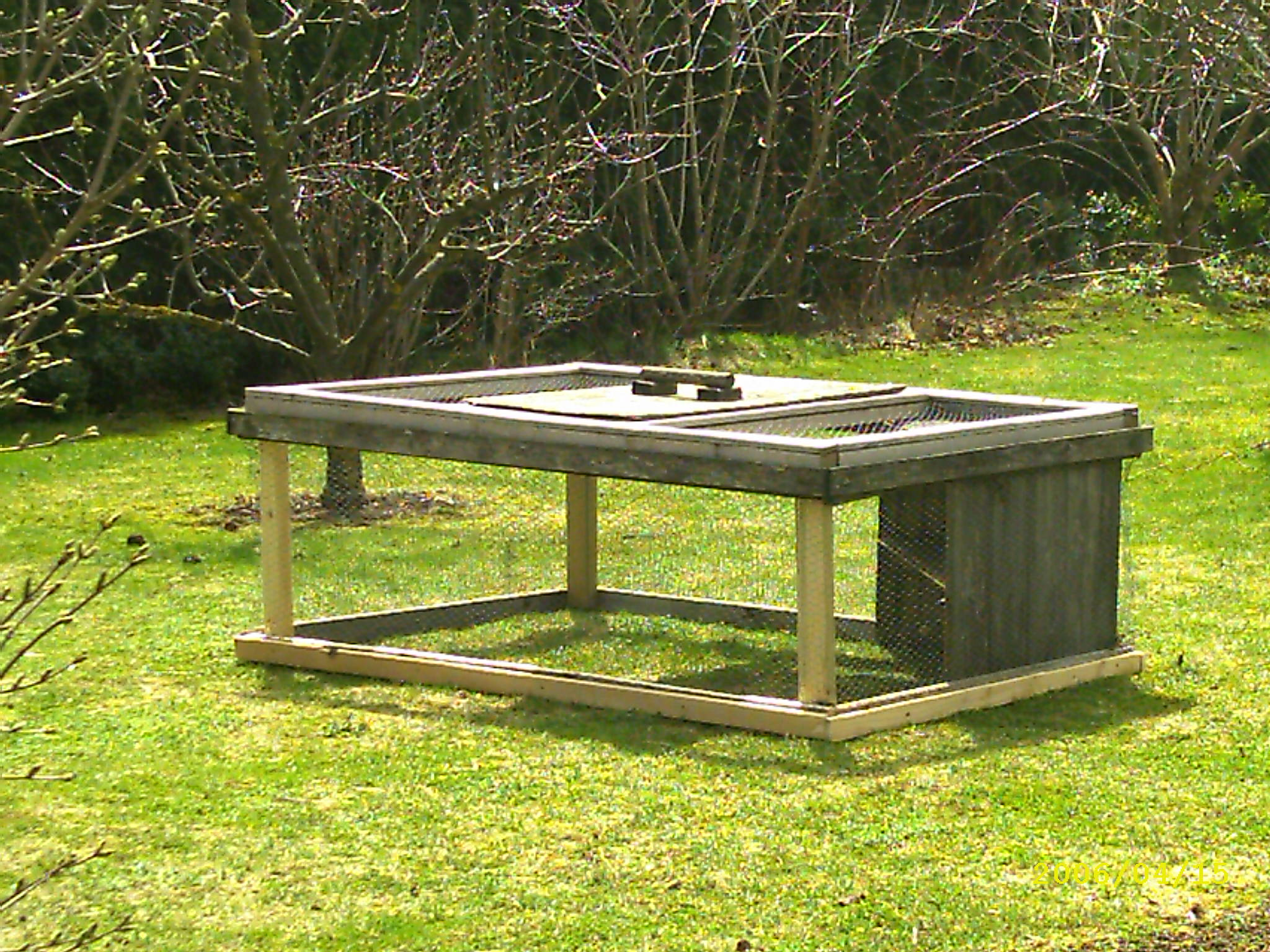
Клітка-огорожа для кроликів

### Добробут тварин та законодавство
Різні закони, що стосуються утримання тварин у неволі — чи то транспортування чи розведення, здебільшого, передбачають найменші розміри клітки або обладнання. Наприклад, швейцарське законодавство встановлює найменш допустимі внутрішні розміри кліток для домашніх тварин. Проте, Швейцарський Заповідник тварин (PSA) вказує на те, що навіть якщо ці розміри відповідають закону, вони далеко не задовільняють потреби виду. Через це на ділі треба забезпечувати набагато більший простір для задоволення добробуту мешканців. Наприклад, Асоціації з охорони тварин проводять заходи щодо поліпшення умов у транспортних клітках та заборони кліткових батарей, зокрема, для курей —несучок. Європейське законодавство повільно, але постійно розвивається. Поведінка споживачів також допомагає змінити умови утримання тварин .

## Клітки для людини

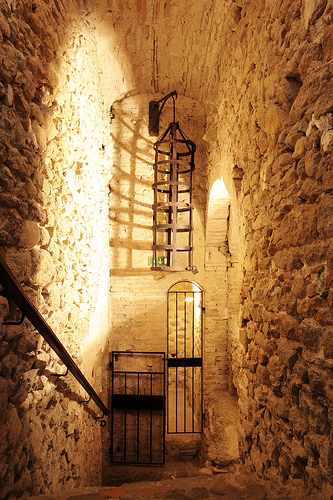
Клітка для тортур
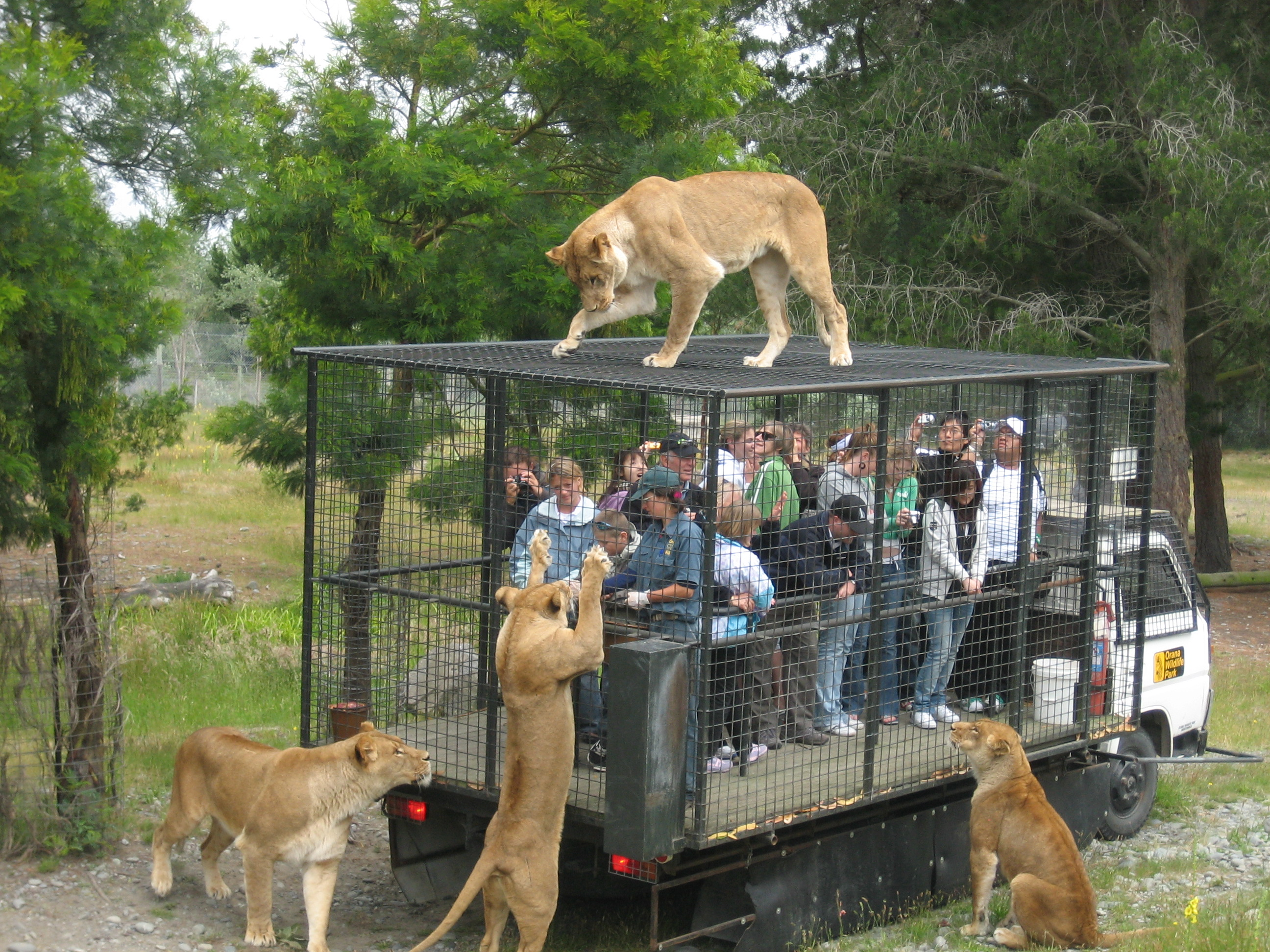
Захисна клітка
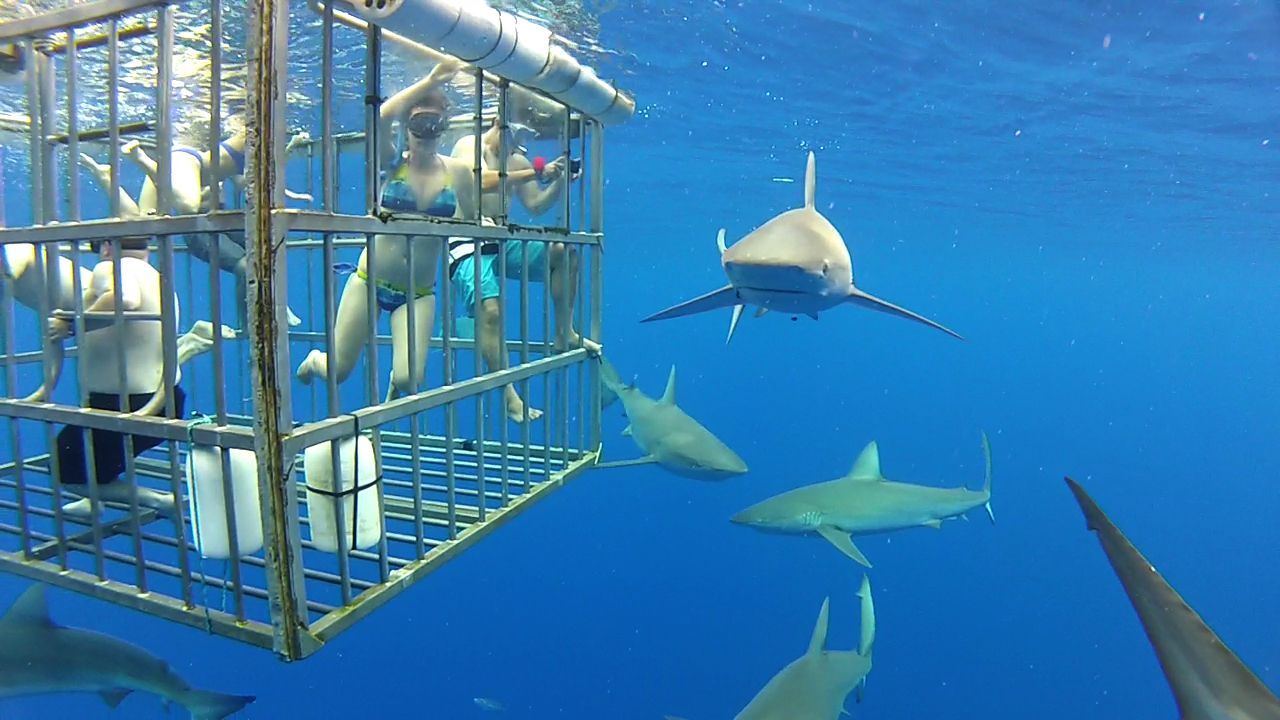
Клітка для скуба-дайвінгу
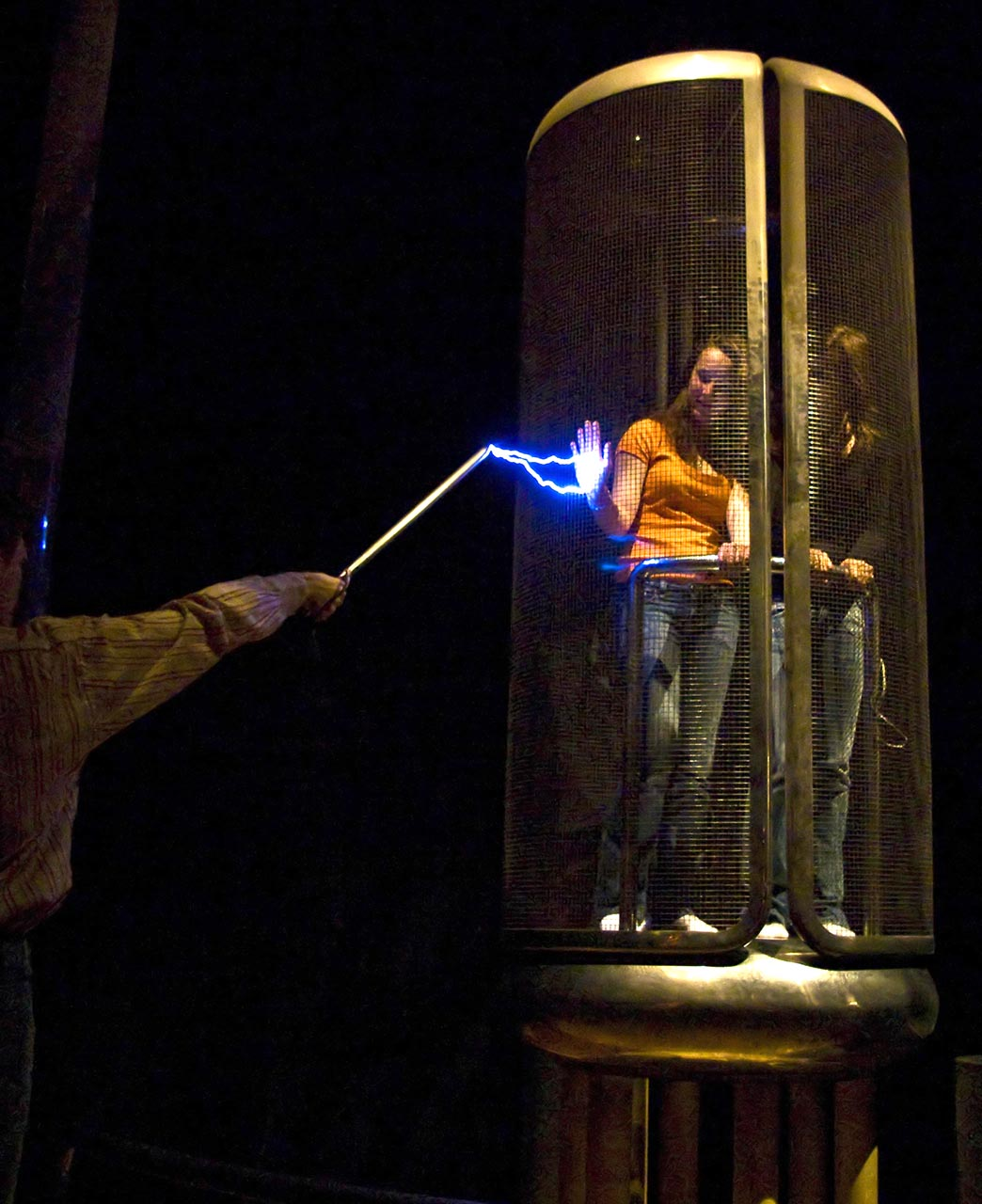
Клітка Фарадея
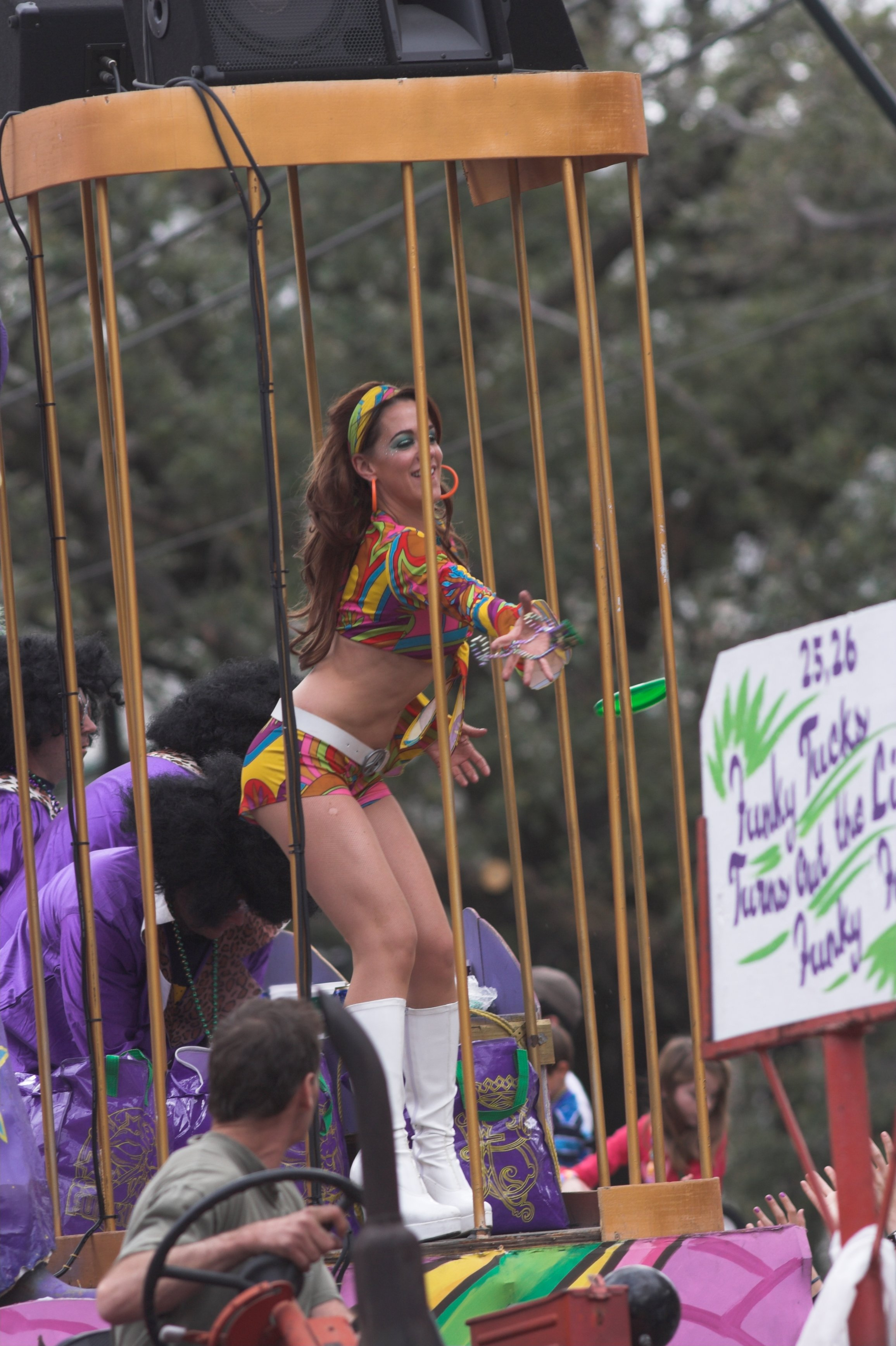
Клітка для танцю Go-Go Go-go dancing

## Культура
За схожістю, дитяча клітка для ігор — це дерев'яний, металевий або пластиковий виріб, присутній на дитячих майданчиках (громадський сад, шкільний двір), на котрий діти можуть вилазити.
У широкому значенні, клітка означає замкнений простір або, навпаки, ажурну конструкцію: у будівництві (сходова клітка, шахта ліфта), у годинному виробництві (рамка, у якій розташовані усі частини руху годинника), у спорті (ворота), у шахтах (евакуаційна); та загалом, у значенні позбавлення свободи (золота клітка).
Здебільшого, значення «клітка» має досить негативний підтекст, через це її дуже часто вживають як символ чи метафору для тюремного ув'язнення або обмеження рівня життя.